# مکنیش
مکنیش (به مجاری:  Mekényes) یک منطقهٔ مسکونی در مجارستان است که در ناحیه هدی‌هات واقع شده‌است.